# Estación Monterrico
Monterrico es una estación de ferrocarril ubicada en inmediaciones de la localidad de Monterrico, departamento El Carmen, provincia de Jujuy, Argentina.
Fue inaugurada en 1891 por el Ferrocarril Central Norte Argentino.

## Servicios
No presta servicios de pasajeros. Sus vías e instalaciones pertenecen al Ferrocarril General Belgrano, por las cual corren trenes de cargas de la empresa estatal Trenes Argentinos Cargas.